# Związek Niemieckich Spółdzielni Rolniczych w Polsce
Związek Niemieckich Spółdzielni Rolniczych w Polsce (niem. Verband deutscher landwirtschaftlicher Genossenschaften in Polen) – jeden z pięciu związków rewizyjnych spółdzielni, należących do mniejszości narodowej niemieckiej w okresie II Rzeczypospolitej.

## Historia
Związek utworzony został w 1910 roku we Lwowie. Związek zrzeszał spółdzielnie niemieckie w Galicji. W 1933 roku należał do niego 1 bank ludowy i 54 kasy Raiffeisena. W 1934 roku utracił uprawnienia rewizyjne. Spółdzielnie niemieckie w Galicji podporządkowane zostały polskiemu Związkowi Spółdzielni Rolniczych i Zarobkowo-Gospodarczych.